# Thon mayonnaise

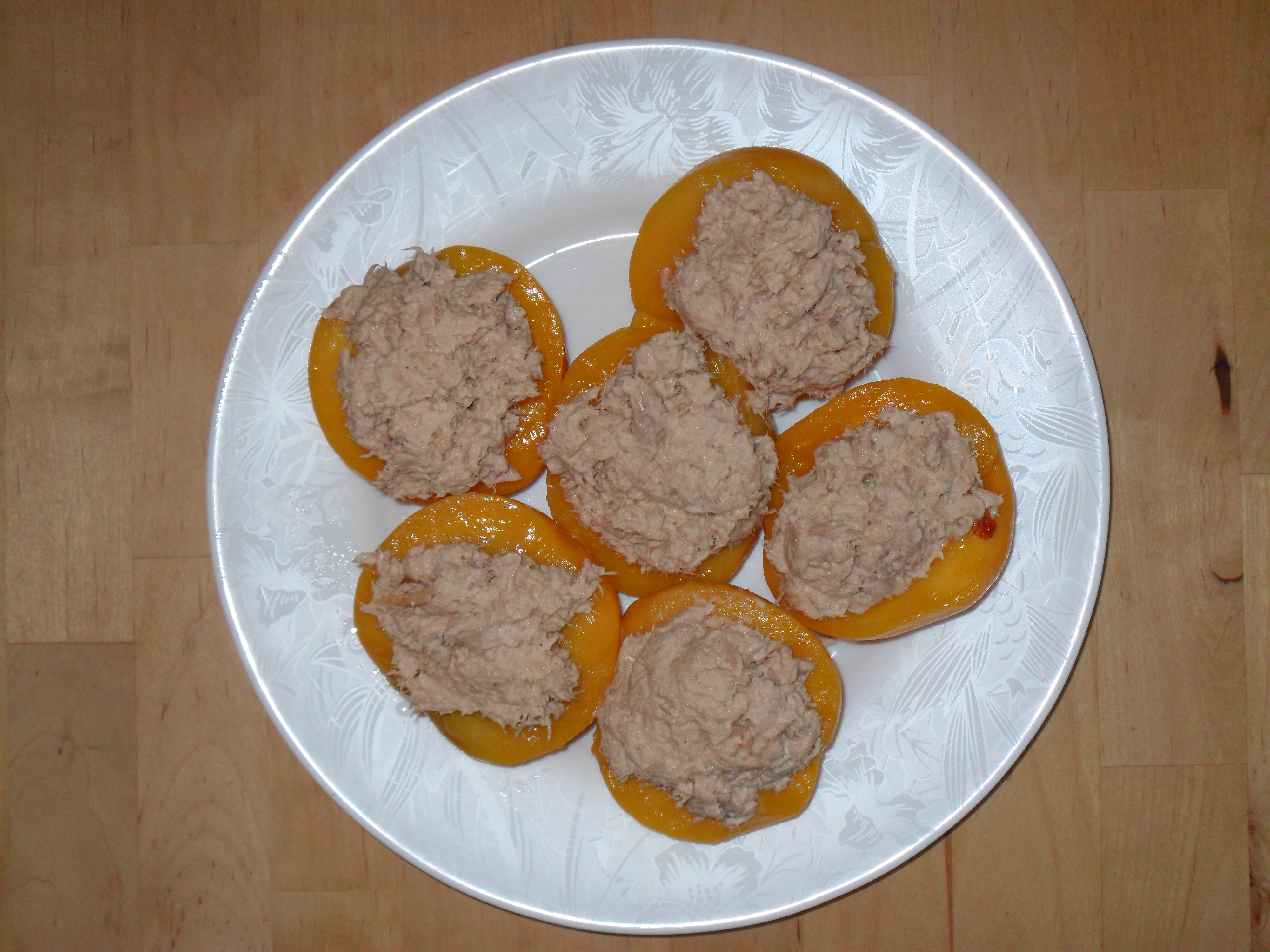
Thon mayonnaise servi sur des pêches comme un amuse-gueule (pêche au thon belge).

Le thon mayonnaise est une préparation alimentaire, principalement constituée de miettes de thon passées au mixeur, avec de la mayonnaise.
Consommée légèrement froide ou à température ambiante, elle se présente comme une pâte que l'on peut tartiner sur du pain, pour en faire un sandwich, parfois simplement appelé sandwich au thon.